# Рюмийи-ле-Вод
Рюмийи́-ле-Вод (фр. Rumilly-lès-Vaudes) — коммуна во Франции, находится в регионе Шампань — Арденны. Департамент — Об. Входит в состав кантона Бар-сюр-Сен. Округ коммуны — Труа.
Код INSEE коммуны — 10331.
Коммуна расположена приблизительно в 160 км к юго-востоку от Парижа, в 95 км южнее Шалон-ан-Шампани, в 21 км к юго-востоку от Труа.

## Население
Население коммуны на 2008 год составляло 465 человек.
| 1962 | 1968 | 1975 | 1982 | 1990 | 1999 | 2008 |
| ---- | ---- | ---- | ---- | ---- | ---- | ---- |
| 470  | 471  | 459  | 485  | 475  | 484  | 465  |

## Экономика
В 2007 году среди 301 человека в трудоспособном возрасте (15—64 лет) 227 были экономически активными, 74 — неактивными (показатель активности — 75,4 %, в 1999 году было 72,1 %). Из 227 активных работали 217 человек (117 мужчин и 100 женщин), безработных было 10 (4 мужчины и 6 женщин). Среди 74 неактивных 15 человек были учениками или студентами, 37 — пенсионерами, 22 были неактивными по другим причинам.

## Достопримечательности
- Замок Турель (XVI век). Памятник истории с 1903 года[3]
- Церковь Сен-Мартен[фр.] (XVI век). Памятник истории с 1840 года[4]